# Train (Band)/Diskografie
Diese Diskografie ist eine Übersicht über die musikalischen Werke der US-amerikanischen Alternative-Band Train. Den Schallplattenauszeichnungen zufolge hat sie bisher mehr als 69,4 Millionen Tonträger verkauft, davon alleine in ihrer Heimat über 56 Millionen. Ihre erfolgreichste Veröffentlichung ist die Single Hey, Soul Sister mit über 17,4 Millionen verkauften Einheiten.

## Alben

### Studioalben
| Jahr | Titel Musiklabel                                                 | Höchstplatzierung, Gesamtwochen, AuszeichnungChartplatzierungen (Jahr, Titel, Musiklabel, Platzierungen, Wochen, Auszeichnungen, Anmerkungen) | Höchstplatzierung, Gesamtwochen, AuszeichnungChartplatzierungen (Jahr, Titel, Musiklabel, Platzierungen, Wochen, Auszeichnungen, Anmerkungen) | Höchstplatzierung, Gesamtwochen, AuszeichnungChartplatzierungen (Jahr, Titel, Musiklabel, Platzierungen, Wochen, Auszeichnungen, Anmerkungen) | Höchstplatzierung, Gesamtwochen, AuszeichnungChartplatzierungen (Jahr, Titel, Musiklabel, Platzierungen, Wochen, Auszeichnungen, Anmerkungen) | Höchstplatzierung, Gesamtwochen, AuszeichnungChartplatzierungen (Jahr, Titel, Musiklabel, Platzierungen, Wochen, Auszeichnungen, Anmerkungen) | Anmerkungen                                                           |
| Jahr | Titel Musiklabel                                                 | DE | AT | CH | UK | US | Anmerkungen                                                           |
| ---- | ---------------------------------------------------------------- | --- | --- | --- | --- | --- | --------------------------------------------------------------------- |
| 1998 | Train Columbia Records (Sony)                                    | — | — | — | — | US76 Platin · (32 Wo.)US | Erstveröffentlichung: 3. Februar 1998 Verkäufe: + 1.000.000           |
| 2001 | Drops of Jupiter Columbia Records (Sony)                         | DE35 (12 Wo.)DE | AT35 (7 Wo.)AT | CH32 (14 Wo.)CH | UK8 Gold · (13 Wo.)UK | US6 ×3Dreifachplatin · (64 Wo.)US | Erstveröffentlichung: 27. März 2001 Verkäufe: + 3.477.500             |
| 2003 | My Private Nation Columbia Records (Sony)                        | — | — | CH91 (2 Wo.)CH | UK100 (1 Wo.)UK | US6 Platin · (45 Wo.)US | Erstveröffentlichung: 3. Juni 2003 Verkäufe: + 1.000.000              |
| 2006 | For Me, It’s You Columbia Records (Sony)                         | — | — | — | — | US10 (15 Wo.)US | Erstveröffentlichung: 31. Januar 2006                                 |
| 2009 | Save Me, San Francisco Columbia Records (Sony)                   | DE43 (6 Wo.)DE | AT27 (6 Wo.)AT | CH34 (10 Wo.)CH | UK33 Gold · (4 Wo.)UK | US17 Platin · (110 Wo.)US | Erstveröffentlichung: 26. Oktober 2009 Verkäufe: + 1.255.000          |
| 2012 | California 37 Columbia Records (Sony)                            | DE25 (5 Wo.)DE | AT22 (3 Wo.)AT | CH14 (6 Wo.)CH | UK7 Gold · (38 Wo.)UK | US4 Platin · (55 Wo.)US | Erstveröffentlichung: 13. April 2012 Verkäufe: + 1.055.000            |
| 2014 | Bulletproof Picasso Columbia Records (Sony)                      | DE46 (1 Wo.)DE | AT44 (1 Wo.)AT | CH15 (4 Wo.)CH | UK9 (4 Wo.)UK | US5 (7 Wo.)US | Erstveröffentlichung: 12. September 2014                              |
| 2016 | Does Led Zeppelin II Crush Music (WMG)                           | — | — | — | — | US71 (1 Wo.)US | Erstveröffentlichung: 3. Juni 2016 Coveralbum; Original: Led Zeppelin |
| 2017 | A Girl, a Bottle, a Boat Sunken Forest / Columbia Records (Sony) | — | — | CH54 (1 Wo.)CH | UK13 (9 Wo.)UK | US8 (19 Wo.)US | Erstveröffentlichung: 27. Januar 2017                                 |
| 2022 | AM Gold Sunken Forest / Columbia Records (Sony)                  | — | — | — | — | — | Erstveröffentlichung: 20. Mai 2022                                    |

### Livealben
| Jahr | Titel Musiklabel                                  | Höchstplatzierung, Gesamtwochen, AuszeichnungChartplatzierungen (Jahr, Titel, Musiklabel, Platzierungen, Wochen, Auszeichnungen, Anmerkungen) | Höchstplatzierung, Gesamtwochen, AuszeichnungChartplatzierungen (Jahr, Titel, Musiklabel, Platzierungen, Wochen, Auszeichnungen, Anmerkungen) | Höchstplatzierung, Gesamtwochen, AuszeichnungChartplatzierungen (Jahr, Titel, Musiklabel, Platzierungen, Wochen, Auszeichnungen, Anmerkungen) | Höchstplatzierung, Gesamtwochen, AuszeichnungChartplatzierungen (Jahr, Titel, Musiklabel, Platzierungen, Wochen, Auszeichnungen, Anmerkungen) | Höchstplatzierung, Gesamtwochen, AuszeichnungChartplatzierungen (Jahr, Titel, Musiklabel, Platzierungen, Wochen, Auszeichnungen, Anmerkungen) | Anmerkungen                             |
| Jahr | Titel Musiklabel                                  | DE | AT | CH | UK | US | Anmerkungen                             |
| ---- | ------------------------------------------------- | --- | --- | --- | --- | --- | --------------------------------------- |
| 2004 | Alive at Last Columbia Records (Sony)             | — | — | — | — | US48 (4 Wo.)US | Erstveröffentlichung: 29. Oktober 2004  |
| 2010 | iTunes Session Columbia Records (Sony)            | — | — | — | — | US84 (1 Wo.)US | Erstveröffentlichung: 7. September 2010 |
| 2024 | Live at Royal Albert Hall Columbia Records (Sony) | — | — | — | — | — | Erstveröffentlichung: 26. Juli 2024     |

### Kompilationen
| Jahr | Titel Musiklabel                      | Höchstplatzierung, Gesamtwochen, AuszeichnungChartplatzierungen (Jahr, Titel, Musiklabel, Platzierungen, Wochen, Auszeichnungen, Anmerkungen) | Höchstplatzierung, Gesamtwochen, AuszeichnungChartplatzierungen (Jahr, Titel, Musiklabel, Platzierungen, Wochen, Auszeichnungen, Anmerkungen) | Höchstplatzierung, Gesamtwochen, AuszeichnungChartplatzierungen (Jahr, Titel, Musiklabel, Platzierungen, Wochen, Auszeichnungen, Anmerkungen) | Höchstplatzierung, Gesamtwochen, AuszeichnungChartplatzierungen (Jahr, Titel, Musiklabel, Platzierungen, Wochen, Auszeichnungen, Anmerkungen) | Höchstplatzierung, Gesamtwochen, AuszeichnungChartplatzierungen (Jahr, Titel, Musiklabel, Platzierungen, Wochen, Auszeichnungen, Anmerkungen) | Anmerkungen                                               |
| Jahr | Titel Musiklabel                      | DE | AT | CH | UK | US | Anmerkungen                                               |
| ---- | ------------------------------------- | --- | --- | --- | --- | --- | --------------------------------------------------------- |
| 2018 | Greatest Hits Columbia Records (Sony) | — | — | — | UK— GoldUK | US105 (10 Wo.)US | Erstveröffentlichung: 9. November 2018 Verkäufe: + 35.000 |

### EPs
| Jahr | Titel                | Anmerkungen                            |
| ---- | -------------------- | -------------------------------------- |
| 1999 | One and a Half       | Erstveröffentlichung: 21. Oktober 1999 |
| 2003 | Live in Atlanta      | Erstveröffentlichung: 2003             |
| 2005 | Get to Me            | Erstveröffentlichung: 2005             |
| 2006 | The Napster Sessions | Erstveröffentlichung: 7. März 2006     |

### Weihnachtsalben
| Jahr | Titel Musiklabel                                           | Höchstplatzierung, Gesamtwochen, AuszeichnungChartplatzierungen (Jahr, Titel, Musiklabel, Platzierungen, Wochen, Auszeichnungen, Anmerkungen) | Höchstplatzierung, Gesamtwochen, AuszeichnungChartplatzierungen (Jahr, Titel, Musiklabel, Platzierungen, Wochen, Auszeichnungen, Anmerkungen) | Höchstplatzierung, Gesamtwochen, AuszeichnungChartplatzierungen (Jahr, Titel, Musiklabel, Platzierungen, Wochen, Auszeichnungen, Anmerkungen) | Höchstplatzierung, Gesamtwochen, AuszeichnungChartplatzierungen (Jahr, Titel, Musiklabel, Platzierungen, Wochen, Auszeichnungen, Anmerkungen) | Höchstplatzierung, Gesamtwochen, AuszeichnungChartplatzierungen (Jahr, Titel, Musiklabel, Platzierungen, Wochen, Auszeichnungen, Anmerkungen) | Anmerkungen                             |
| Jahr | Titel Musiklabel                                           | DE | AT | CH | UK | US | Anmerkungen                             |
| ---- | ---------------------------------------------------------- | --- | --- | --- | --- | --- | --------------------------------------- |
| 2015 | Christmas in Tahoe Sunken Forest / Columbia Records (Sony) | — | — | — | — | US151 (2 Wo.)US | Erstveröffentlichung: 13. November 2015 |

## Singles

### Als Leadmusiker
| Jahr | Titel Album                                                    | Höchstplatzierung, Gesamtwochen, AuszeichnungChartplatzierungen (Jahr, Titel, Album, Platzierungen, Wochen, Auszeichnungen, Anmerkungen) | Höchstplatzierung, Gesamtwochen, AuszeichnungChartplatzierungen (Jahr, Titel, Album, Platzierungen, Wochen, Auszeichnungen, Anmerkungen) | Höchstplatzierung, Gesamtwochen, AuszeichnungChartplatzierungen (Jahr, Titel, Album, Platzierungen, Wochen, Auszeichnungen, Anmerkungen) | Höchstplatzierung, Gesamtwochen, AuszeichnungChartplatzierungen (Jahr, Titel, Album, Platzierungen, Wochen, Auszeichnungen, Anmerkungen) | Höchstplatzierung, Gesamtwochen, AuszeichnungChartplatzierungen (Jahr, Titel, Album, Platzierungen, Wochen, Auszeichnungen, Anmerkungen) | Anmerkungen                                                                     |
| Jahr | Titel Album                                                    | DE | AT | CH | UK | US | Anmerkungen                                                                     |
| ---- | -------------------------------------------------------------- | --- | --- | --- | --- | --- | ------------------------------------------------------------------------------- |
| 1999 | Meet Virginia Train                                            | — | — | — | — | US20 ×2Doppelplatin · (27 Wo.)US | Erstveröffentlichung: 1999 Verkäufe: + 2.000.000                                |
| 2001 | Drops of Jupiter (Tell Me) Drops of Jupiter                    | DE73 Gold · (12 Wo.)DE | AT38 (9 Wo.)AT | CH30 (29 Wo.)CH | UK10 ×3Dreifachplatin · (20 Wo.)UK | US5 ×9Neunfachplatin · (53 Wo.)US | Erstveröffentlichung: März 2001 Verkäufe: + 12.350.000                          |
| 2001 | Something More Drops of Jupiter                                | — | — | — | — | — | Erstveröffentlichung: 27. November 2001                                         |
| 2002 | She’s on Fire Drops of Jupiter                                 | — | — | — | UK49 (2 Wo.)UK | — | Erstveröffentlichung: April 2002                                                |
| 2003 | Calling All Angels My Private Nation                           | — | — | — | — | US19 ×2Doppelplatin · (29 Wo.)US | Erstveröffentlichung: 16. Juni 2003 Verkäufe: + 2.000.000                       |
| 2003 | When I Look to the Sky My Private Nation                       | — | — | — | — | US74 Gold · (14 Wo.)US | Erstveröffentlichung: 2. Dezember 2003 Verkäufe: + 500.000                      |
| 2005 | Get to Me My Private Nation                                    | — | — | — | — | — | Erstveröffentlichung: 16. August 2005                                           |
| 2005 | For Me, It’s You My Private Nation                             | — | — | — | — | — | Erstveröffentlichung: 15. November 2005                                         |
| 2009 | Hey, Soul Sister Save Me, San Francisco                        | DE7 Platin · (27 Wo.)DE | AT4 (24 Wo.)AT | CH4 Gold · (27 Wo.)CH | UK18 ×3Dreifachplatin · (50 Wo.)UK | US3 ×3Diamant + Dreifachplatin · (54 Wo.)US                                                                                              | Erstveröffentlichung: 11. August 2009 Verkäufe: + 17.670.000                    |
| 2010 | Only You –                                                     | — | — | — | — | — | Erstveröffentlichung: 2. Februar 2010                                           |
| 2010 | If It’s Love Save Me, San Francisco                            | — | — | — | — | US34 Platin · (20 Wo.)US | Erstveröffentlichung: 22. Juni 2010 Verkäufe: + 1.035.000                       |
| 2010 | Marry Me Save Me, San Francisco                                | — | — | — | UK— SilberUK | US34 ×4Vierfachplatin · (20 Wo.)US | Erstveröffentlichung: 25. Oktober 2010 Verkäufe: + 4.000.000                    |
| 2010 | Shake Up Christmas Save Me, San Francisco / Christmas in Tahoe | DE24 Gold · (10 Wo.)DE | AT14 (11 Wo.)AT | CH25 (5 Wo.)CH | — | US99 Gold · (1 Wo.)US | Erstveröffentlichung: 1. November 2010 Verkäufe: + 740.000                      |
| 2011 | Save Me, San Francisco                                         | — | — | — | — | US75 ×3Dreifachplatin · (11 Wo.)US | Erstveröffentlichung: 25. April 2011 Verkäufe: + 3.000.000                      |
| 2011 | Brand New Book –                                               | — | — | — | — | — | Erstveröffentlichung: 11. Oktober 2011 Soundtrack zu The Biggest Loser          |
| 2012 | Drive By California 37                                         | DE3 Platin · (24 Wo.)DE | AT4 Gold · (22 Wo.)AT | CH1 Platin · (27 Wo.)CH | UK6 ×2Doppelplatin · (32 Wo.)UK | US10 ×6Sechsfachplatin · (36 Wo.)US | Erstveröffentlichung: 10. Januar 2012 Verkäufe: + 8.639.480                     |
| 2012 | 50 Ways to Say Goodbye California 37                           | — | — | — | UK50 Silber · (9 Wo.)UK | US20 ×3Dreifachplatin · (20 Wo.)US | Erstveröffentlichung: 11. Juni 2012 Verkäufe: + 3.357.500                       |
| 2012 | Bruises California 37                                          | — | — | — | — | US79 Platin · (8 Wo.)US | Erstveröffentlichung: 5. Oktober 2012 feat. Ashley Monroe Verkäufe: + 1.040.000 |
| 2012 | Mermaid California 37                                          | — | — | — | UK93 (1 Wo.)UK | US— GoldUS | Erstveröffentlichung: 27. Dezember 2012 Verkäufe: + 500.000                     |
| 2013 | Imagine –                                                      | — | — | — | — | — | Erstveröffentlichung: 21. Januar 2013                                           |
| 2014 | Angel in Blue Jeans Bulletproof Picasso                        | DE30 (17 Wo.)DE | AT24 (10 Wo.)AT | CH38 (11 Wo.)CH | UK58 (2 Wo.)UK | US79 Gold · (3 Wo.)US | Erstveröffentlichung: 9. Juni 2014 Verkäufe: + 500.000                          |
| 2014 | Bulletproof Picasso                                            | — | — | — | — | — | Erstveröffentlichung: 29. Juli 2014                                             |
| 2014 | Cadillac, Cadillac Bulletproof Picasso                         | — | — | — | — | — | Erstveröffentlichung: 19. August 2014                                           |
| 2014 | Give It All Bulletproof Picasso                                | — | — | — | — | — | Erstveröffentlichung: 2. September 2014                                         |
| 2016 | Play That Song A Girl, a Bottle, a Boat                        | — | AT26 (11 Wo.)AT | — | UK21 Gold · (14 Wo.)UK | US41 ×3Dreifachplatin · (20 Wo.)US | Erstveröffentlichung: 29. September 2016 Verkäufe: + 3.620.000                  |
| 2016 | Working Girl A Girl, a Bottle, a Boat                          | — | — | — | — | — | Erstveröffentlichung: 2. Dezember 2016                                          |
| 2017 | Drink Up A Girl, a Bottle, a Boat                              | — | — | — | — | — | Erstveröffentlichung: 20. Januar 2017                                           |
| 2018 | Philly Forget Me Not –                                         | — | — | — | — | — | Erstveröffentlichung: 30. März 2018 mit Hall & Oates                            |
| 2018 | Call Me Sir Greatest Hits                                      | — | — | — | — | — | Erstveröffentlichung: 24. Mai 2018 feat. Cam & Travie McCoy                     |
| 2019 | Mai Tais –                                                     | — | — | — | — | — | Erstveröffentlichung: 15. November 2019 feat. Skylar Grey                       |
| 2020 | Rescue Dog –                                                   | — | — | — | — | — | Erstveröffentlichung: 22. Mai 2020                                              |
| 2021 | Mittens Christmas in Tahoe                                     | — | — | — | — | — | Erstveröffentlichung: 22. Oktober 2021                                          |
| 2022 | AM Gold                                                        | — | — | — | — | — | Erstveröffentlichung: 16. Februar 2022                                          |
| 2022 | Cleopatra AM Gold                                              | — | — | — | — | — | Erstveröffentlichung: 15. Juli 2022 feat. Sofía Reyes                           |
| 2023 | I Know –                                                       | — | — | — | — | — | Erstveröffentlichung: 23. Juni 2023 feat. Tenille Townes & Bryce Vine           |
| 2024 | Serious –                                                      | — | — | — | — | — | Erstveröffentlichung: 26. Januar 2024 mit Niiko & Swae                          |
| 2024 | Long Yellow Dress –                                            | — | — | — | — | — | Erstveröffentlichung: 24. April 2024                                            |
| 2024 | Bloom –                                                        | — | — | — | — | — | Erstveröffentlichung: 16. August 2024 mit Cheat Codes                           |

### Als Gastmusiker
| Jahr | Titel Album | Anmerkungen                                                |
| ---- | ----------- | ---------------------------------------------------------- |
| 2021 | Vacation –  | Erstveröffentlichung: 28. Mai 2021 Dirty Heads feat. Train |

## Videoalben
| Jahr | Titel         | Anmerkungen                        |
| ---- | ------------- | ---------------------------------- |
| 2005 | Midnight Moon | Erstveröffentlichung: 26. Mai 2005 |

## Boxsets
| Jahr | Titel          | Anmerkungen                                                    |
| ---- | -------------- | -------------------------------------------------------------- |
| 2015 | The Collection | Erstveröffentlichung: 2015 enthält die ersten fünf Studioalben |

## Promoveröffentlichungen
| Jahr | Titel Album                    | Anmerkungen                |
| ---- | ------------------------------ | -------------------------- |
| 1998 | Free Train                     | Erstveröffentlichung: 1998 |
| 1999 | I Am Train                     | Erstveröffentlichung: 1999 |
| 2001 | Ramble On Does Led Zeppelin II | Erstveröffentlichung: 2001 |
| 2004 | Ordinary Spider-Man 2 O.S.T.   | Erstveröffentlichung: 2004 |

## Sonderveröffentlichungen
| Jahr | Titel                     | Anmerkungen                |
| ---- | ------------------------- | -------------------------- |
| 1998 | Live from Fantasy Studios | Erstveröffentlichung: 1998 |

| Jahr | Titel                                | Anmerkungen                                                              |
| ---- | ------------------------------------ | ------------------------------------------------------------------------ |
| 2012 | Drops of Jupiter + My Private Nation | Erstveröffentlichung: 24. August 2012 Teil der Reihe Two Original Albums |

## Statistik

### Chartauswertung
|                     | DE    | AT    | CH    | UK    | US     |
| ------------------- | ----- | ----- | ----- | ----- | ------ |
| Nummer-eins-Alben   | DE—DE | AT—AT | CH—CH | UK—UK | US—US  |
| Top-10-Alben        | DE—DE | AT—AT | CH—CH | UK3UK | US6US  |
| Alben in den Charts | DE4DE | AT4AT | CH6CH | UK6UK | US13US |

|                       | DE    | AT    | CH    | UK    | US     |
| --------------------- | ----- | ----- | ----- | ----- | ------ |
| Nummer-eins-Singles   | DE—DE | AT—AT | CH1CH | UK—UK | US—US  |
| Top-10-Singles        | DE2DE | AT2AT | CH2CH | UK2UK | US3US  |
| Singles in den Charts | DE5DE | AT6AT | CH5CH | UK8UK | US14US |

### Auszeichnungen für Musikverkäufe
| Goldene Schallplatte - Australien - 2010: für die Single If It’s Love - 2012: für das Album California 37 - 2021: für das Album Greatest Hits - Belgien - 2010: für die Single Hey, Soul Sister - Dänemark - 2012: für die Single Drive By - Kanada - 2011: für das Album Save Me, San Francisco - 2013: für die Single Bruises - Neuseeland - 2001: für das Album Drops of Jupiter - 2015: für die Single 50 Ways to Say Goodbye - Niederlande - 2001: für die Single Drops of Jupiter (Tell Me) - Schweden - 2002: für das Album Drops of Jupiter - 2010: für die Single Hey, Soul Sister - 2013: für das Album California 37 - Spanien - 2025: für die Single Drops of Jupiter (Tell Me) | Platin-Schallplatte - Australien - 2012: für das Album Save Me, San Francisco - 2012: für die Single 50 Ways to Say Goodbye - Dänemark - 2021: für die Single Shake up Christmas - 2022: für die Single Drops of Jupiter (Tell Me) - Italien - 2019: für die Single Drops of Jupiter (Tell Me) - Kanada - 2013: für die Single 50 Ways to Say Goodbye - 2017: für die Single Play That Song - Mexiko - 2012: für die Single Hey, Soul Sister - Neuseeland - 2012: für die Single Drive By - Niederlande - 2012: für die Single Drive By - Spanien - 2025: für die Single Drive By 2× Platin-Schallplatte - Australien - 2001: für das Album Drops of Jupiter - 2012: für die Single Drive By - 2017: für die Single Play That Song - Dänemark - 2023: für die Single Hey, Soul Sister - Italien - 2012: für die Single Drive By - 2017: für die Single Hey, Soul Sister - Kanada - 2001: für das Album Drops of Jupiter - Spanien - 2024: für die Single Hey, Soul Sister | 3× Platin-Schallplatte - Dänemark - 2013: für das Streaming Drive By - Neuseeland - 2025: für das Album Save Me, San Francisco 4× Platin-Schallplatte - Kanada - 2013: für die Single Drive By - Schweden - 2013: für die Single Drive By 6× Platin-Schallplatte - Neuseeland - 2025: für die Single Drops of Jupiter (Tell Me) 7× Platin-Schallplatte - Neuseeland - 2025: für die Single Hey, Soul Sister 13× Platin-Schallplatte - Australien - 2024: für die Single Drops of Jupiter (Tell Me) 15× Platin-Schallplatte - Australien - 2024: für die Single Hey, Soul Sister Diamantene Schallplatte - Kanada - 2022: für die Single Hey, Soul Sister |

Anmerkung: Auszeichnungen in Ländern aus den Charttabellen bzw. Chartboxen sind in ebendiesen zu finden.
| Land/RegionAuszeichnungen für Musikverkäufe (Land/Region, Auszeichnungen, Verkäufe, Quellen) | Silber     | Gold       | Platin         | Diamant     | Verkäufe   | Quellen                           |
| -------------------------------------------------------------------------------------------- | ---------- | ---------- | -------------- | ----------- | ---------- | --------------------------------- |
| Australien (ARIA)                                                                            | —          | 3× Gold3   | 36× Platin36   | —           | 2.625.000  | aria.com.au                       |
| Belgien (BRMA)                                                                               | —          | Gold1      | —              | —           | 15.000     | ultratop.be                       |
| Dänemark (IFPI)                                                                              | —          | Gold1      | 7× Platin7     | —           | 345.000    | ifpi.dk                           |
| Deutschland (BVMI)                                                                           | —          | 2× Gold2   | 2× Platin2     | —           | 1.650.000  | musikindustrie.de                 |
| Finnland (IFPI)                                                                              | —          | —          | —              | —           | 4.480      | ifpi.fi                           |
| Italien (FIMI)                                                                               | —          | —          | 5× Platin5     | —           | 210.000    | fimi.it                           |
| Kanada (MC)                                                                                  | —          | 2× Gold2   | 8× Platin8     | Diamant1    | 1.560.000  | musiccanada.com                   |
| Mexiko (AMPROFON)                                                                            | —          | —          | Platin1        | —           | 60.000     | amprofon.com.mx                   |
| Neuseeland (RMNZ)                                                                            | —          | 2× Gold2   | 17× Platin17   | —           | 465.000    | aotearoamusiccharts.co.nz NZ2 NZ3 |
| Niederlande (NVPI)                                                                           | —          | Gold1      | Platin1        | —           | 60.000     | nvpi.nl                           |
| Österreich (IFPI)                                                                            | —          | Gold1      | —              | —           | 15.000     | ifpi.at                           |
| Schweden (IFPI)                                                                              | —          | 3× Gold3   | 4× Platin4     | —           | 230.000    | sverigetopplistan.se              |
| Schweiz (IFPI)                                                                               | —          | Gold1      | Platin1        | —           | 45.000     | hitparade.ch                      |
| Spanien (Promusicae)                                                                         | —          | Gold1      | 3× Platin3     | —           | 210.000    | elportaldemusica.es               |
| Vereinigte Staaten (RIAA)                                                                    | —          | 4× Gold4   | 44× Platin44   | Diamant1    | 56.000.000 | riaa.com                          |
| Vereinigtes Königreich (BPI)                                                                 | 2× Silber2 | 5× Gold5   | 8× Platin8     | —           | 6.000.000  | bpi.co.uk                         |
| Insgesamt                                                                                    | 2× Silber2 | 27× Gold27 | 137× Platin137 | 2× Diamant2 |            |                                   |